# Nu kommen är vår påskafröjd
Nu kommen är vår påskafröjd är en gammal påskpsalm i sju verser av Olaus Petri från 1536 som Johan Olof Wallin bearbetade 1819. Ursprunget är en latinsk hymn från "gamla tiden" enligt 1937 års psalmbok, vilket 1986 kallas "fornkyrklig" latinsk hymn. Göran Bexell bearbetade psalmen 1983, men alla sju verserna är kvar, dock har sista versens egenskap som ståvers tagits bort.
Psalmen inleds 1695 med orden:
Nu är kommen wår Påska-frögd
Wij lofwom Christ i himels högd
Enligt 1697 års koralbok används inte melodin till någon annan psalm, men två hundra år senare framgår i Koralbok för Nya psalmer, 1921 att det är samma melodi som till psalmen När vintermörkret kring oss står (1921 nr 511) och Dig lyft, min själ, och skåda kring (1921 nr 655). Senare uppgifter anger därtill Du som oss frälst ur syndens band (1986 nr 474), Nu låt oss fröjdas med varann (1986 nr 466).
|  |
|  |

## Publicerad i
- Swenske Songer eller wisor 1536 med titeln Nuu är kommen wor påsca frögd under rubriken "Ad cenam agni".[1]
- Een liten Songbook under rubriken "Tempore Pasche".[2]
- 1572 års psalmbok med titeln NU är kommen wår Påscha frögd under rubriken "Om Christi upståndelse".[3]
- Göteborgspsalmboken under rubriken "Om Christi Upståndelse".[4]
- 1695 års psalmbok som nr 162 under rubriken "Påska Psalmer - Om Christi Upståndelse".
- 1819 års psalmbok som nr 104 under rubriken "Jesu kärleksfulla uppenbarelse i mänskligheten: Jesu uppståndelse (påskpsalmer)".
- Svenska Missionsförbundets sångbok 1920 som nr 144 under rubriken "Jesu uppståndelse".
- Sionstoner 1935 som nr 209 under rubriken "Passionstiden".
- 1937 års psalmbok som nr 104  under rubriken "Påsk".
- Den svenska psalmboken 1986 som nr 465 under rubriken "Påsk".
- Finlandssvenska psalmboken 1986 som nr 89 under rubriken "Påsk".
- Lova Herren 1988 som nr 184 under rubriken "Påsk".